# Az év afrikai labdarúgója (BBC)
Az év afrikai labdarúgója díjat (korábban az év afrikai sportcsillaga díj és az év afrikai sportszemélyisége díj) a BBC brit műsorszolgáltató 1992 óta adja át minden évben a legjobbnak vélt afrikai labdarúgónak a rádióhallgatók szavazatai alapján. Szavazni SMS-ben és online lehet.
Eredetileg a díj egy általában sportolóknak szóló díj volt, így az 1992-ben első Abedi Pelé után 1993-ban Frankie Fredericks, 1998-ban pedig Haile Gebrselassie atléta vehette át. 1994-ben az egy évvel korábban az Atlanti-óceán felett tragikus repülőgép-balesetet szenvedő zambiai labdarúgó-válogatott posztumusz elismerésben részesült. 
A díjat 2001-től kezdődően csak labdarúgóknak adják át. A nigériai Nwankwo Kanu és Jay-Jay Okocha, az elefántcsontparti Yaya Touré és az egyiptomi Mohamed Szaláh azok, akik többször is átvehették a díjat.

## Díjazottak
| Év   | Győztes                      | Klub(ok)              | Forrás |
| ---- | ---------------------------- | --------------------- | ------ |
| 1992 | Abedi Pelé                   | Olympique Marseille   | [ 1 ]  |
| 1993 | Frankie Fredericks           | N/A                   | [ 1 ]  |
| 1994 | Zambiai labdarúgó-válogatott | N/A                   | [ 1 ]  |
| 1995 | George Weah                  | AC Milan              | [ 1 ]  |
| 1996 | Emmanuel Amuneke             | Sporting CP Barcelona | [ 1 ]  |
| 1997 | Nwankwo Kanu                 | Internazionale        | [ 1 ]  |
| 1998 | Haile Gebrselassie           | N/A                   | [ 1 ]  |
| 1999 | Nwankwo Kanu (2)             | Arsenal               | [ 1 ]  |
| 2000 | Patrick M’Boma               | Cagliari Parma        | [ 2 ]  |
| 2001 | Samuel Kuffour               | Bayern München        | [ 3 ]  |
| 2002 | El Hadji Diouf               | Lens Liverpool        | [ 4 ]  |
| 2003 | Jay-Jay Okocha               | Bolton Wanderers      | [ 5 ]  |
| 2004 | Jay-Jay Okocha (2)           | Bolton Wanderers      | [ 6 ]  |
| 2005 | Mohamed Barakat              | Al-Ahli               | [ 1 ]  |
| 2006 | Michael Essien               | Chelsea               | [ 7 ]  |
| 2007 | Emmanuel Adebayor            | Arsenal               | [ 8 ]  |
| 2008 | Mohamed Aboutrika            | Al-Ahli               | [ 9 ]  |
| 2009 | Didier Drogba                | Chelsea               | [ 10 ] |
| 2010 | Asamoah Gyan                 | Sunderland            | [ 11 ] |
| 2011 | André Ayew                   | Olympique Marseille   | [ 12 ] |
| 2012 | Christopher Katongo          | Henan Construction    | [ 13 ] |
| 2013 | Yaya Touré                   | Manchester City       | [ 14 ] |
| 2014 | Jaszin Brahimi               | Granada Porto         | [ 15 ] |
| 2015 | Yaya Touré (2)               | Manchester City       | [ 16 ] |
| 2016 | Rijad Mahrez                 | Leicester City        | [ 17 ] |
| 2017 | Mohamed Szaláh               | AS Roma Liverpool     | [ 18 ] |
| 2018 | Mohamed Szaláh (2)           | Liverpool             | [ 19 ] |